# Jouko Kajanoja
Jouko Kajanoja, född 23 december 1942 i Tammela, politices doktor, finsk före detta politiker (FKP) och forskningschef vid Folkpensionsanstaltens avdelning för samhällsforskning.
Kajanoja fungerade som ordförande i FKP under den stormiga perioden mellan åren 1982 och 1984. Kajanoja försökte hålla samman de vid denna tidpunkt gravt oeniga fraktionerna inom FKP, dock med svaga resultat. Riksdagsvalet 1983 blev en besvikelse såväl för partiet som för Kajanoja själv, som inte lyckades bli invald. År 1981 hade Kajanoja dock tilldelats posten som arbetskraftsminister i Mauno Koivistos andra regering.
I samband med den slutgiltiga splittringen övergick Kajanoja för gott till partiminoritetens (de s.k. taistoiterna) läger och fungerade här även som FKP(e):s generalsekreterare 1986 samt ordförande åren 1988–1989. Kajanoja kandiderade också i det finska presidentvalet 1988 för Demokratiskt Alternativ utan framgång. Kajanoja erhöll 44 428 röster i det direkta valet samt 56 528 röster i elektorsvalet. Kajanoja kom sedermera att lämna dagspolitiken och i huvudsak ägna sig åt forskning. Mot slutet av 2000-talet har Kajanoja i återupptagit sin politiska karriär, nu inom Vänsterförbundet.

## Utmärkelser
- Riddartecknet av I klass av Finlands Vita Ros’ orden[1]

[Redigera Wikidata]